# Ilex subcaudata
Ilex subcaudata är en järneksväxtart som beskrevs av Merrill och Adolph Daniel Edward Elmer. Ilex subcaudata ingår i släktet järnekar, och familjen järneksväxter. Inga underarter finns listade i Catalogue of Life.